# Physocephala aterrima
Physocephala aterrima är en tvåvingeart som beskrevs av Krober 1915. Physocephala aterrima ingår i släktet Physocephala och familjen stekelflugor. Inga underarter finns listade i Catalogue of Life.